# 農道
農道（のうどう）とは、日本の農村地域において農業の用に供するために設けられた道路の総称。一般には、「土地改良法」第2条に基づく農業用道路のことを指す。

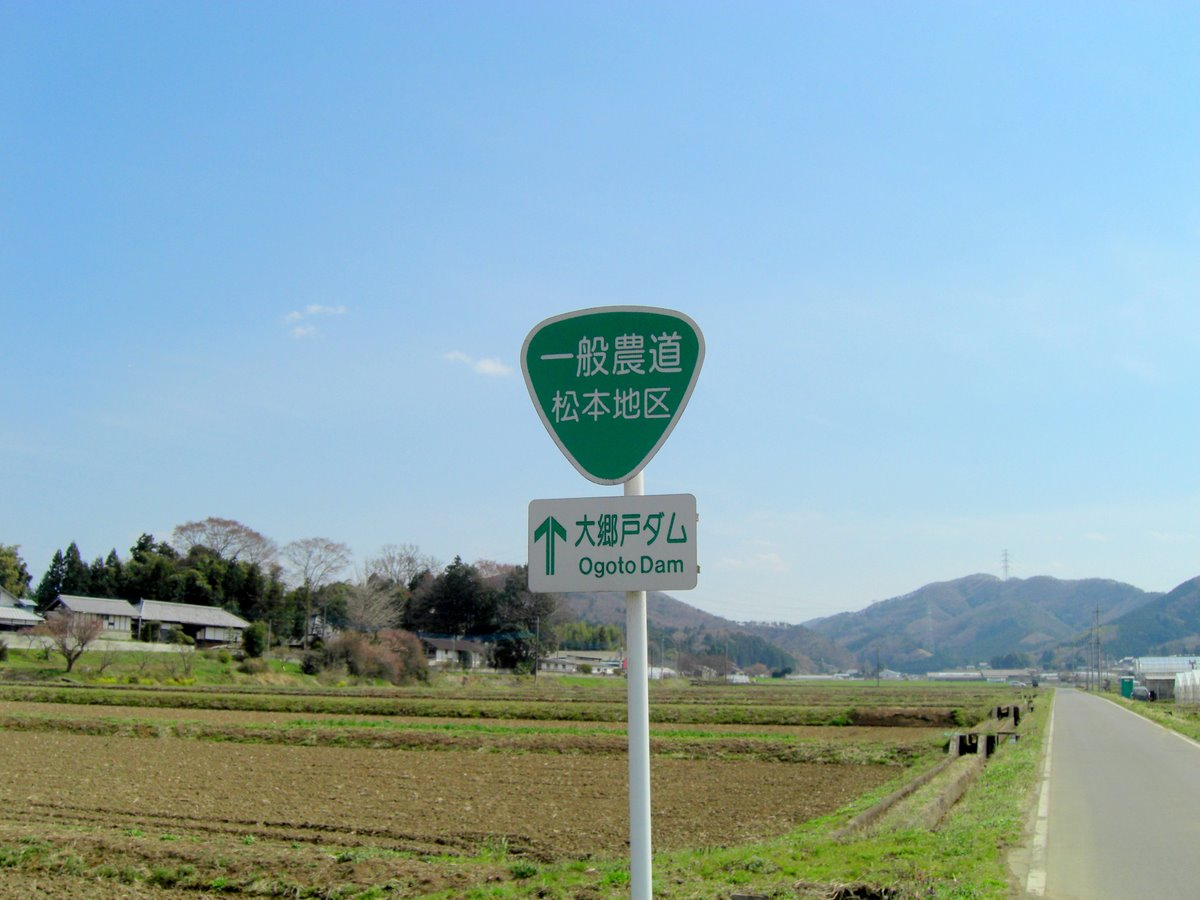
栃木県における農道の標識

農道は「道路法」に基づく道路の区分ではないため、「農道」としての所管は国土交通省ではなく農業を管轄する農林水産省となる。

## 概要
農作業を行うために農地などに設けられた道路で、農業用道路を略した用語である。農道は一般の自動車も通行することができるが、通行権の制限がある。一般道路は乗用車、トラック、バスなどの高速自動車が通行するのに対し、農道は、耕耘機などの小型車や、トラクター、コンバインなどのように大型でも低速度の農業用機械が通行するほか、農作物などの運搬のためにはトラックのように高速自動車も通行するため、高低速混合交通となる。また、農作物の集荷、肥料などの運搬に際しては、トラックなどを道路脇に自由に駐停車させて積み卸し作業を行う必要がある。このため、農業交通形態の特殊性を考慮した規模構造となっている。つまり、自動車交通量のうち農業に係るものが過半を占める前提で道路構造が設計されている。
「土地改良法」に基づいて建設される農道は「道路法」の適用を受けないが、その機能や路線配置によっては「道路構造令」に準拠する。また、道路標識や交通信号機などの交通管理施設は「道路法」「道路交通法」「標識令」により規定されており、一般の公道と同様に信号機やガードレールなどの交通安全施設等も設置されている。農道に見られる道路標識のなかには、「無理な運転をしないでください」「農耕車注意」「トラクター横断注意」など、減速を促す標識が設置されていることが特徴的である。

## 農道の定義
土地改良法に基づく土地改良事業、独立行政法人緑資源機構法に基づく農用地総合整備事業、特定中山間保全整備事業または、ふるさと農道緊急整備事業により造成された道路であって、農道として管理されているもの。ただし、道路法第7条第1項または第8条第1項により都道府県道または市町村道として認定された道路は含まない。

## 農道の管理
農道は地元市町村の要望により事業が計画される。事業規模により都道府県が補助事業により建設するが、完成後には地元市町村に移管し、農道台帳に記載したのち市町村が農道として管理することとなる。また、農道台帳に記載された農道のうち、市町村が管理する（全幅員4m以上など）一定要件の農道については、その延長に応じて普通交付税の投資的経費の補正措置が講じられている。

## 機能による分類
農道は、農業用資材の搬入、農産物の処理・加工・貯蔵・流通施設への集荷、あるいはそれらの施設から市場、消費地への輸送に利用される基幹的農道と、ほ場への通作、農産物の収穫、防除作業、搬出等に利用されるなど農業活動に直接関わりを持つほ場内農道に分類される。
- 基幹的農道
- ほ場内農道
  - 幹線農道（集落とほ場、ほ場間、ほ場と基幹的農道等を結ぶ農道）
  - 支線農道（幹線から分岐し、ほ区、耕区に連絡する農道）
    - 通作道（収穫物運搬のための農道）
    - 通作道の連絡道

  - 耕作道（耕区内の農道）

## 事業による分類
農道は、それを整備する事業名称により分けることができ、都道府県が補助事業により建設する都道府県営事業によるものとその他に分類される。
- 都道府県営事業
  - 農林漁業用揮発油税財源身替農道整備事業による農業用道路（農免農道）
  - 広域営農団地農道整備事業による農業用道路（広域農道）[5]
  - 一般農道整備事業による農業用道路（一般農道）
  - 農道環境整備事業（主に既設農道の補修や改良）
  - 田園交流基盤整備事業（都市との交流等のアクセス道路の整備）
- その他事業
  - ふるさと農道緊急整備事業（ふるさと農道）
  - 道整備交付金による整備事業（広域農道・林道・市町村道の一体的整備）

### 農免農道

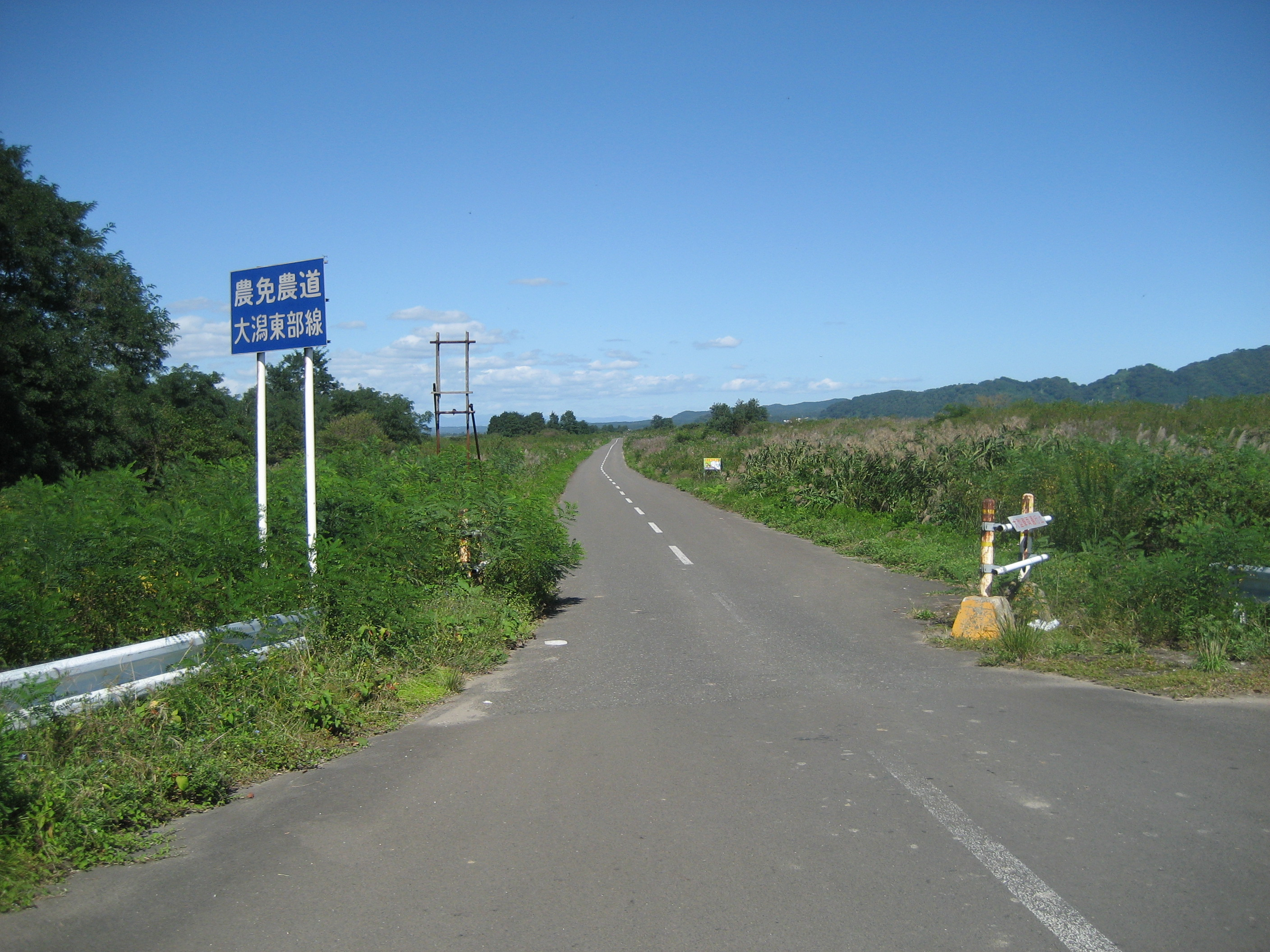
秋田県大潟村にある農免農道大潟東部線

ガソリン（揮発油）にかかる税金である揮発油税を使って整備された農道。通常ガソリンの取引には揮発油税がかかるが、農林漁業用機械に消費されるガソリンについてはそれを免除することになっている。しかし、取引の際にそのガソリンが何に使われるのかを確かめるのは現実的ではないため、農林漁業用機械に消費される分の揮発油税に相当する額を財源として道路を整備することで、揮発油税の免除に代えている。この事業を「農林漁業用揮発油税財源身替農道整備事業」と言い、その道路を一般に農免農道（農免道路とも）とよぶ。
農林漁業用揮発油税財源身替農道整備事業は、1959年（昭和34年）頃から「農林漁業用に使用されるガソリンは、仕事上の必要経費として税金を免除してほしい」との要望が強まってきたために、農林水産省が補助事業として立ち上げたものである。背景には、昭和初期まで一般財源に組み込まれていたガソリン税（揮発油税）が、1953年（昭和28年）の道路交通法改正によって、国道や都道府県道を整備するための道路特定財源に回されることになったことにより、当時、日本の主力産業であった農林水産業への恩恵が少なくなったことにある。

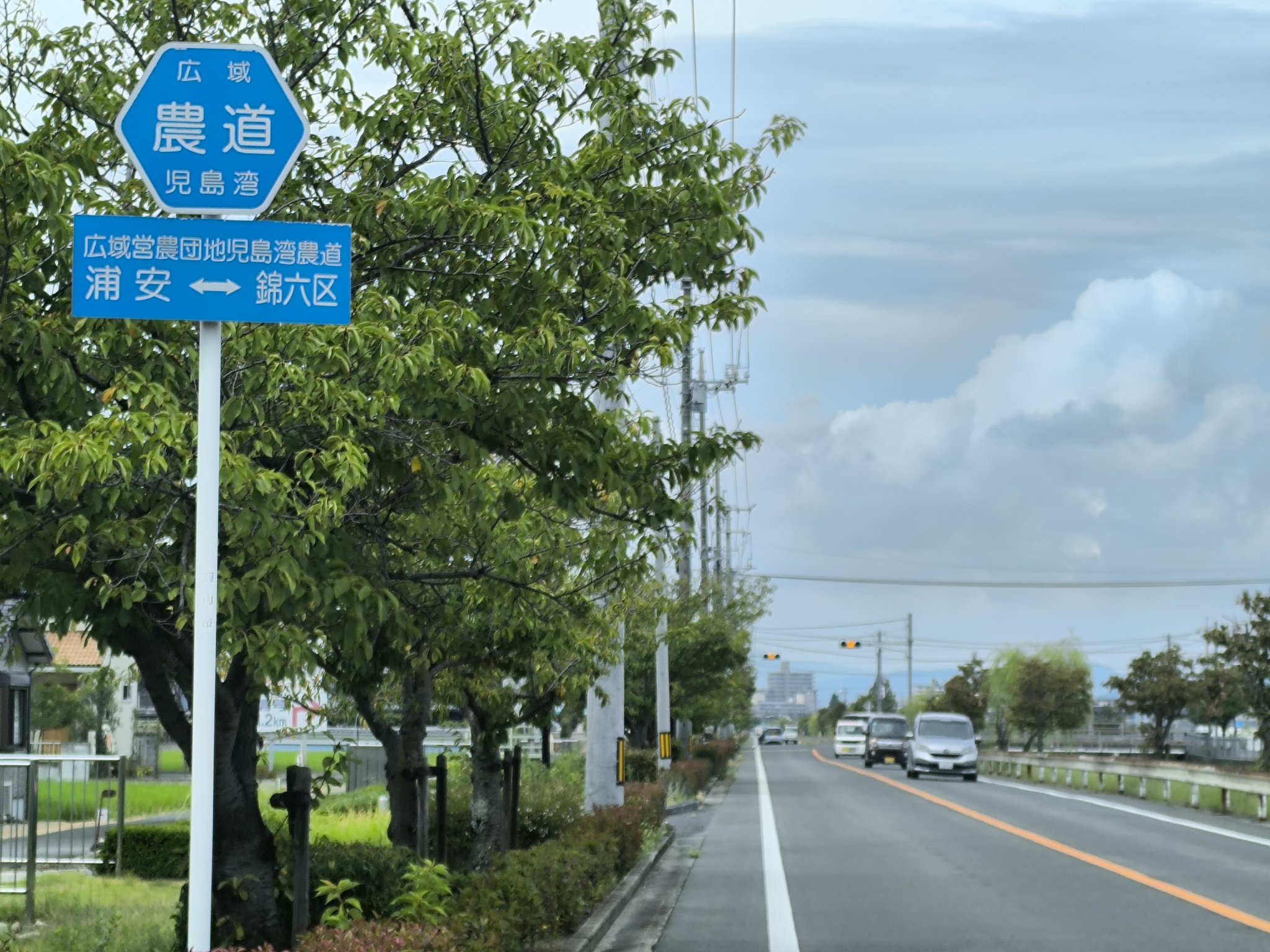
岡山県岡山市南区にある広域農道浦安錦六区線

### 広域農道
農村地域に散在する農地を一つの団地と捉え、集出荷・加工プロセスの一元化などにより産地としての市場競争力を高めることを目的とした農道。都市に対する環状道路もしくは幹線道路に対するバイパスとしての機能を持つこともあり、農村における生活水準の改善に資するとされる。この事業を「広域営農団地農道整備事業」と言い、その道路を一般に広域農道とよぶ。また、富山県などスーパー農道の呼称が主として用いられている地域もある。

### 一般農道
都道府県が行う農道網の基幹となる農道の整備を行うもので、広域農道、農免農道以外のもの。この事業を「一般農道整備事業」と言い、その道路を一般に一般農道とよぶ。

### ふるさと農道
地方債を財源とした地方単独事業で、都道府県が行う事業と市町村が行う事業がある。集落間または集落と基幹的公共施設等との間を連絡する農道等を整備するもので、この事業を「ふるさと農道緊急整備事業」と言い、その道路を一般にふるさと農道（ふる緊農道とも）とよぶ。なお、1993年に創設された本事業は、2007年までの時限措置となっている。

## 整備状況と事業の終焉
農道の総延長は、2013年8月時点での農林水産省の農道整備状況調査によれば、17万3659 kmにもおよび、国道の総延長の2倍以上の長さがある。また、舗装率は36.1 %で、農道全体の57 %は幅員4 m未満である。農道の一部が都道府県道や市町村道へ転換されたり、2009年に行われた事業仕分けにおいて、農道事業が見直しの対象となり、2010年以降は新規箇所の着手は見送られることとなったことから、農道全体の延長は短くなってきている。継続中の箇所については、新たに制度化された交付金により工事が続けられることとなった。